# Брэдли, Уильям
Уильям Генри Брэдли (англ. William Hеnry Bradley, 10 июля 1868, Бостон, Массачусетс — 25 января 1962, Ла-Меса, Калифорния) — американский художник, график и иллюстратор.

## Жизнь и творчество
Родился в семье художника-графика Аарона Брэдли и его жены Сары Роуланд. С 1881 года изучает печатное дело в одной из типографий Северного Мичигана. Начиная с 1885 года работает в Чикаго, в нескольких типографских фирмах по очереди. В начале 1890-х годов выступает как художник, рисовальщик и иллюстратор. Постепенно завоёвывает известность в Америке как один из наиболее значимых мастеров рекламного плаката. После публикации статьи об искусстве Уильяма Г.Брэдли и его плакатах в альманахе STUDIO 1895 художник приглашается Зигфридом Бингом к участию в выставке в «Salon de l’Art Nouveau» (Салоне нового искусств). В том же 1895-м он открывает собственную печатную мастерскую в Спрингфилде, Массачусетс. Тогда же выходят в свет его наиболее значимые работы, выполненные в стиле символизма (прерафаэлитов, или немецкого югендштиля). Уильям Г.Брэдли был одним из известнейших представителей этих течений в искусстве в Америке. В начале ХХ столетия (в его первой четверти) этот мастер был наиболее высокооплачиваемым художником США. Ему также принадлежит разработка особого «шрифта Брэдли».

## Сочинения
- Will Bradley: His Chapbook The Typophiles 1955 ASIN B0013090XK

## Дополнения
- Официальный сайт художника

## Галерея

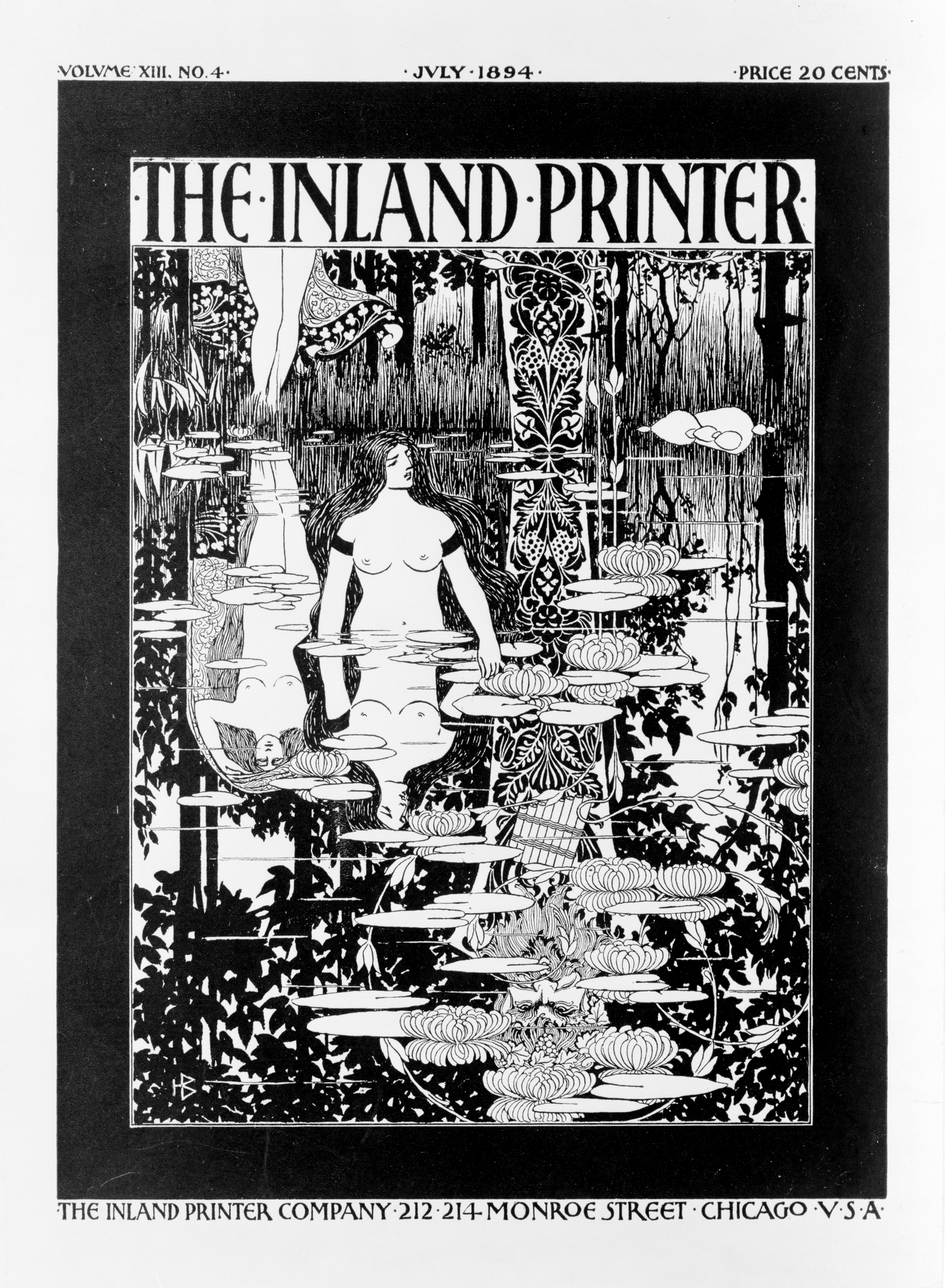
Титульный лист для журнала THE INLAND PRINTER (1894)
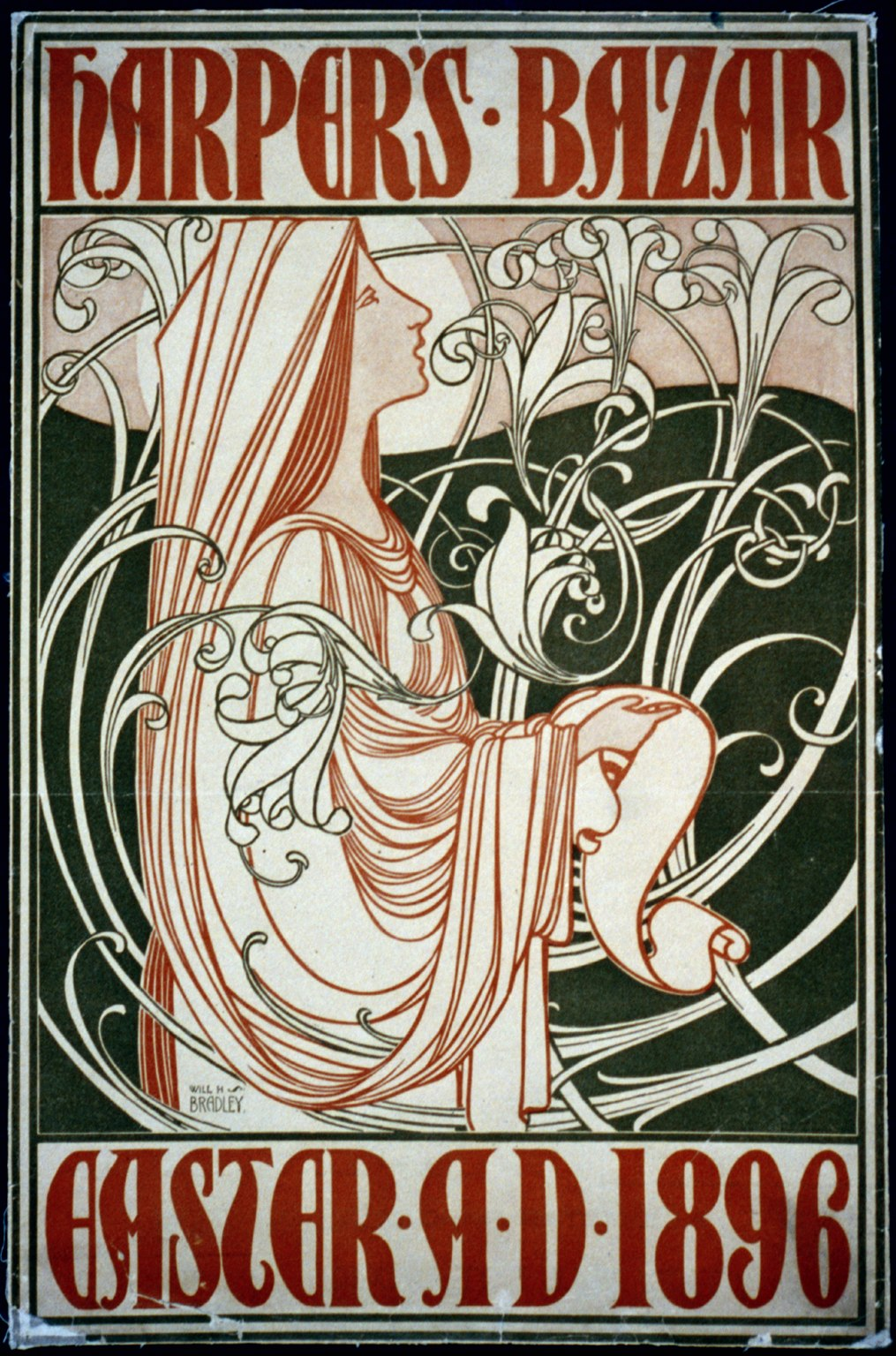
Постер для журнала HARPER'S BAZAAR (1896)
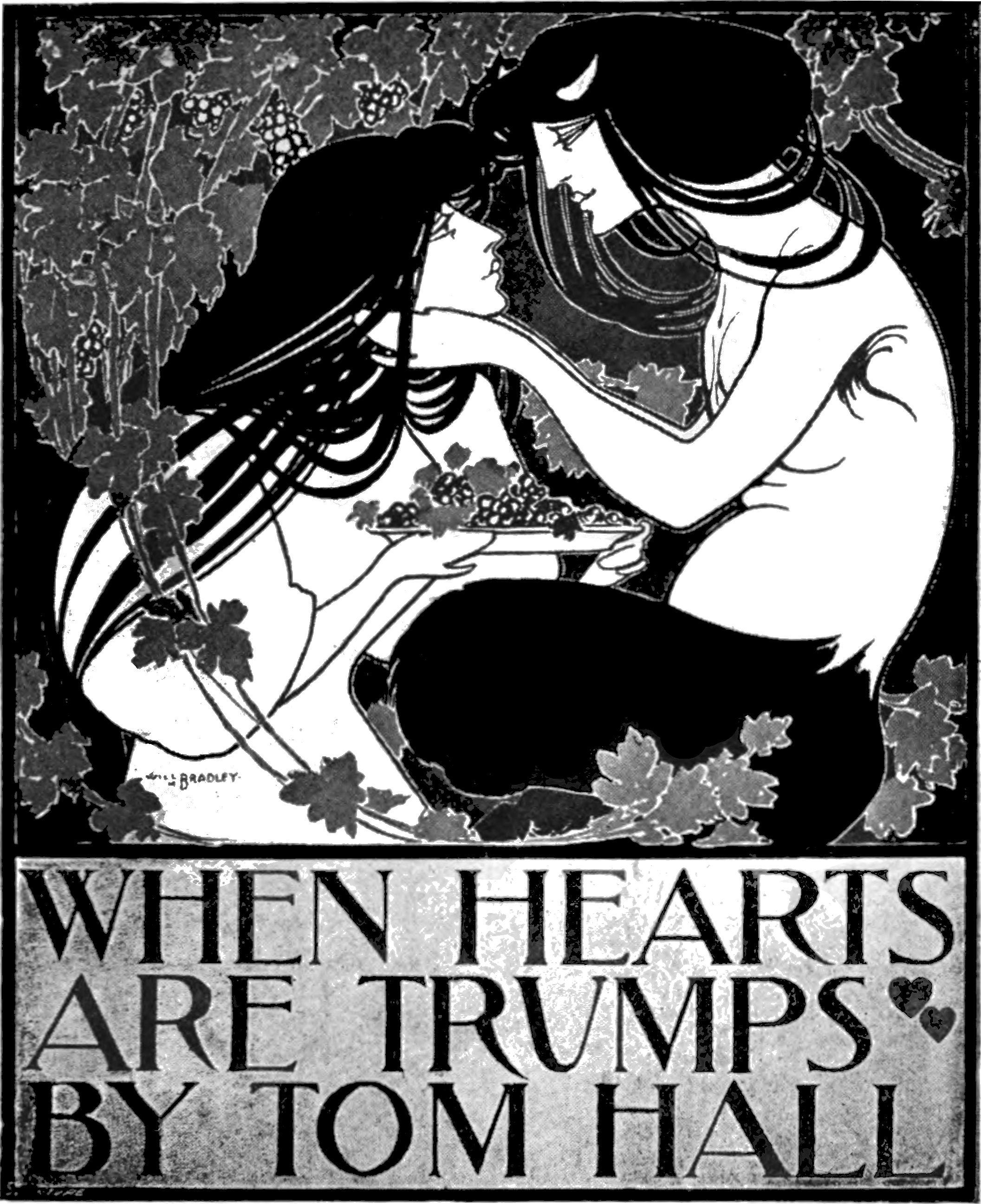
Постер для «Радующихся сердец» (WHEN THE HEARTS ARE TRUMPS)
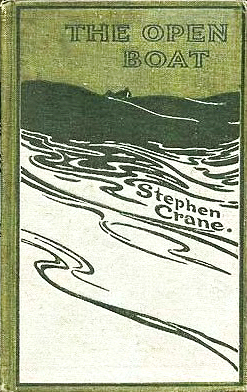
Титульный лист к сборнику Стивена Крейна «Лодка в открытом море»
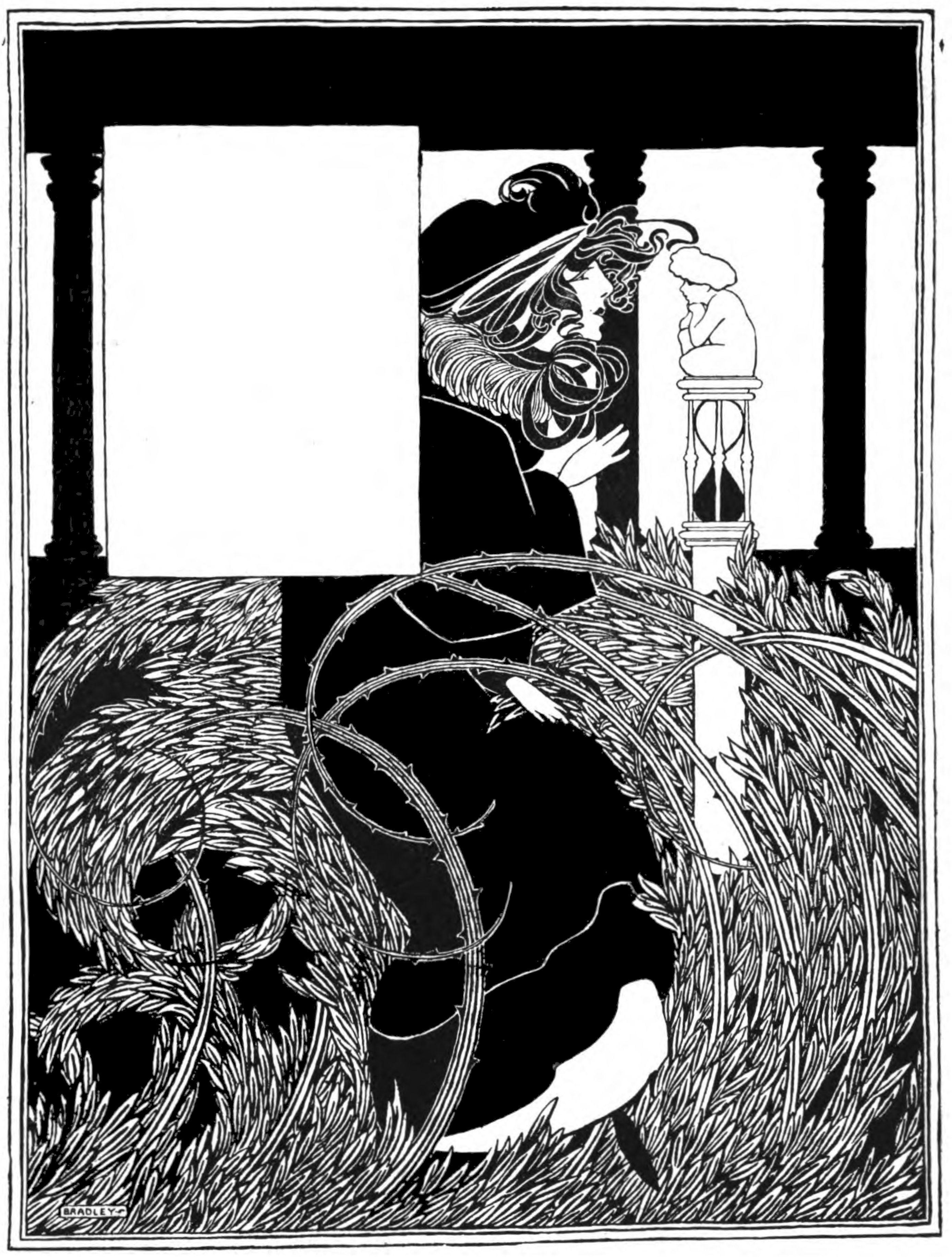
Из сборника иллюстраций художника, 1896-й год
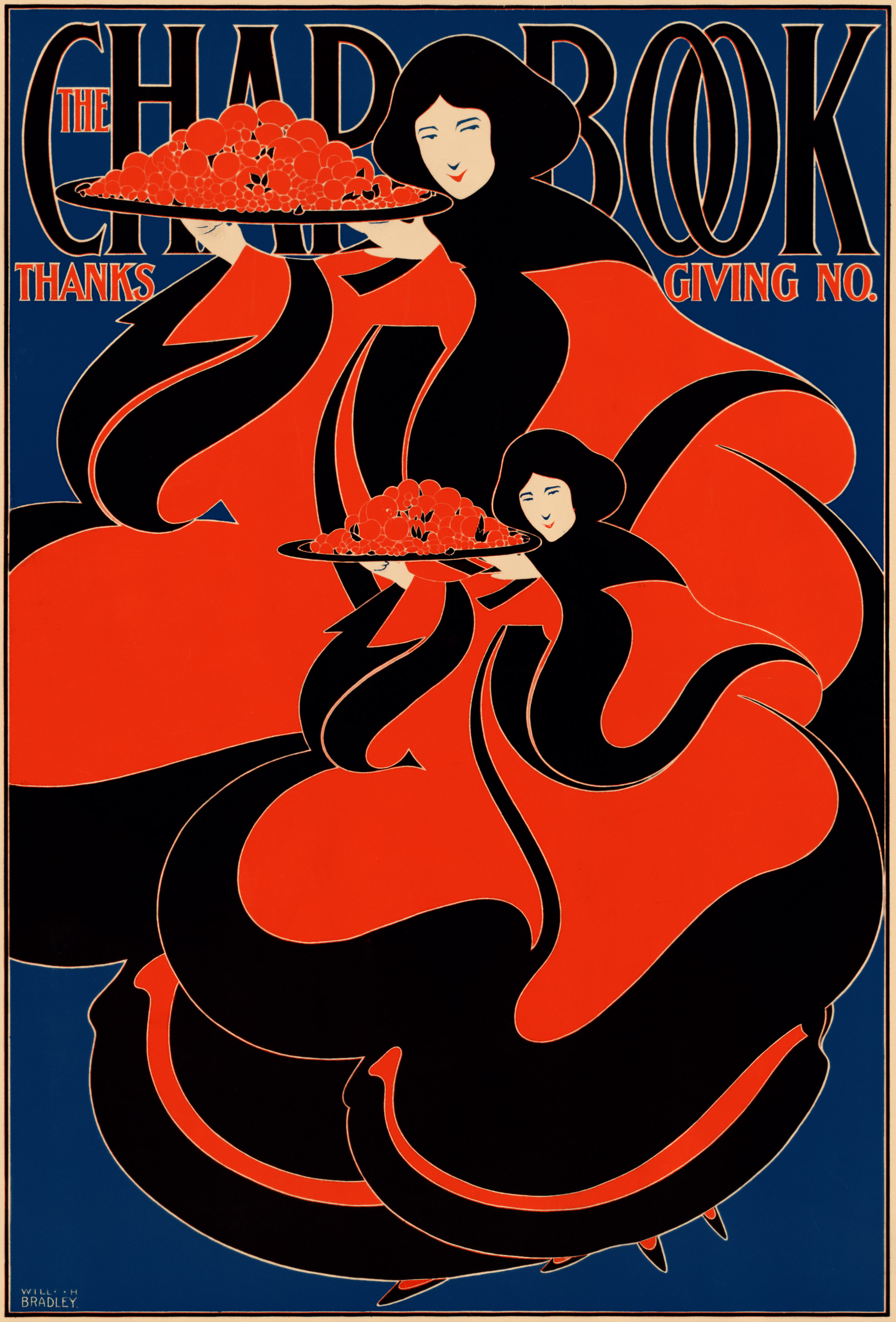
Плвкат ко Дню Благодарения от журнала THE CHAP-BOOK, (1895).